# 费尔南多·卡瓦利尼
费尔南多·卡瓦利尼（義大利語：Fernando Cavallini，1893年2月15日—1976年2月4日），意大利前男子击剑运动员。他曾代表意大利参加1912年夏季奥林匹克运动会击剑比赛的男子个人花剑和男子团体佩剑比赛。